# Paul Mbong
Pour les articles homonymes, voir Mbong (homonymie).
Paul Mbong, né le 2 septembre 2001 à La Valette, est un footballeur international maltais qui joue au poste d'attaquant au FK Čukarički.

## Biographie

### Début de carrière à Birkirkara FC (2019-2025)
Il commence sa carrière de jeune avec les Hibernians, avant de rejoindre Birkirkara en 2016. Il fait ses débuts en équipe senior le 8 mars 2019 lors d'une victoire 2-0 en championnat contre Tarxien Rainbows. Puis, il marque son premier but le 16 février 2020 lors d'une victoire 4-1 en championnat contre le Valletta FC.

### FK Čukarički (depuis 2025)
Le 22 juillet 2025, il rejoint le FK Čukarički,,. Le 9 août, il joue son premier match à l’occasion de la quatrième journée de SuperLiga en entrant en jeu à la 63e minute face au FK Radnik Surdulica.

### Carrière internationale
Il fait ses débuts en équipe nationale le 3 septembre 2020 lors d'une défaite 3-2 en Ligue des nations contre les îles Féroé.

## Vie privée
Il est d'origine nigériane. Son père Essien Mbong était également footballeur et a passé la majeure partie de sa carrière aux Hibernians. Il est le frère cadet de Joseph Mbong et de Emmanuel Mbong,.

## Palmarès
Birkirkara FC
- Vainqueur de la coupe de Malte en 2023

## Statistiques

### Buts internationaux
| # | Date            | Lieu                              | Adversaire | Score | Résultat | Compétition             |
| - | --------------- | --------------------------------- | ---------- | ----- | -------- | ----------------------- |
| 1 | 17 octobre 2023 | Ta' Qali Stadium, Ta' Qali        | Ukraine    | 1–0   | 1–3      | Éliminatoires Euro 2024 |
| 2 | 7 juin 2024     | Greisbergers Betten-Arena, Grödig | Tchéquie   | 1–4   | 1–7      | Match amical            |